# Пахарь (Самарская область)
Па́харь — посёлок в Волжском районе Самарской области. Входит в состав сельского поселения Просвет.

## География
Посёлок находится на расстоянии 21 км (по прямой) к юго-востоку от города Самара, административного центра области.

### Часовой пояс
Посёлок Пахарь, как и вся Самарская область, находится в часовой зоне МСК+1. Смещение применяемого времени относительно UTC составляет +4:00.

## История
Поселок основан в 1922 году выходцами из села Дубовый Умет.

## Население
| 2010 |
| ---- |
| 664  |

### Национальный состав
Согласно результатам переписи 2002 года, в национальной структуре населения русские составляли 65 % из 625 чел.

## Улицы
| - ул. Гаражная, - ул. Дорожная, - ул. Заовражная, - ул. Зелёная, - пер. Лесной, | - ул. Набережная, - ул. Полевая, - ул. Самарская, - ул. Степная, - ул. Юбилейная. |